# Stephan Patt

Stephan Patt (2019)

Stephan Patt (* 28. Juli 1961 in Köln) ist ein deutscher Neuropathologe und Moraltheologe. Seit 2007 ist er Priester der römisch-katholischen Kirche, in der Prälatur Opus Dei.

## Leben
Stephan Patt erwarb im Jahr 1980 am Hansa-Gymnasium in Köln sein Abitur. Danach studierte er an den Universitäten Bonn, Köln und Essen Humanmedizin (1980–1986). Er arbeitete ab 1986 als Assistent bei Jorge Cervós am Klinikum der Freien Universität Berlin zunächst im Institut für Neuropathologie und in der Klinik für Neurochirurgie. Im Krankenhaus Berlin-Spandau arbeitete er in der Allgemeinpathologie. An der Humboldt-Universität Berlin war er ebenfalls Assistent der Pathologie. Im Jahr 1989 promovierte er im Fach Neuropathologie über die veränderte Gestalt von Nervenfasern bei Patienten mit Parkinson und Alzheimer. 1994 erfolgte die Habilitation in der Neuropathologie über Genveränderungen in Hirntumoren. Von 1993 bis 1995 war er Stipendiat der DFG am Max-Delbrück-Centrum für Molekulare Medizin in der Helmholtz-Gemeinschaft Berlin-Buch in der Abteilung für Zelluläre Neurowissenschaften. Anschließend erfolgte eine Tätigkeit als Oberarzt im Institut für Neuropathologie der Freien Universität Berlin (1995–1996).
In den Jahren 1996–2004 war er Professor für Neuropathologie an der Friedrich-Schiller-Universität Jena. Ab 1999 bekleidete er das Amt eines Senators für den Fachbereich Medizin. Er war Mitglied mehrerer nationaler und internationaler akademischer Gesellschaften.
Ab 2004 begann er das Lizenziatsstudium der Theologie an der Universität Navarra. Im Jahr 2006 erwarb er das Lizenziat in Moraltheologie und Geistlicher Theologie. 2007 promovierte er zum Doctor theologicae mit einem Thema aus der Spirituellen Theologie (Beitrag Edith Steins zum theologisch-mystischen Konzept des „Seelengrundes“).
Am 26. Mai 2007 erhielt er die Priesterweihe aus den Händen von Bischof Javier Echevarría in Rom. Im Dezember 2007 kehrte er nach Köln zurück und ist seitdem in der Jugend- und Erwachsenenseelsorge tätig.
Patts Veröffentlichungen umfassen Themen aus dem Bereich der Neuropathologie und medizinischen Ethik.

## Schriften (Auswahl)
- El concepto teológico-místico de «fondo del alma» en la obra de Edith Stein. EUNSA, Ed. Univ. de Navarra, Pamplona, 2009, ISBN 978-8431326234,
- Zur aktuellen Hirntoddebatte – Medizinische Erwägungen mit Implikationen für Ethik und Theologie, in: Kritisches Jahrbuch der Philosophie, Beiheft 8 / 2009, S. 61–74,
- Stephan Patt, Harald Bienek: Ist die Organspende bei Hirntoten noch zu retten? Zeitschrift für medizinische Ethik, 4 / 2015, S. 340–353.